# うらたじゅん
うらた じゅん（本名：浦田 純子、1954年11月6日 - 2019年2月7日）は、日本の漫画家。
「不世出の、不思議な女性マンガ家」と言われる。

## 来歴[1]
1954年11月6日 大阪市旭区に大阪市職員の父、清村武男、志津子のもとに長女として誕生
1961年 小学校入学『りぼん』『マーガレット』を愛読する。お絵かき帳にストーリーマンガを描く。新聞部でガリ版新聞を作る。 
1967年 中学入学『マンガ家入門』を読み、ケント紙にマンガを描きはじめる。『COM』『ガロ』と出会い影響を受ける。マンガ研究会で肉筆回覧誌を作る。
1970年 高校入学　美術部で油絵を描く。アンデパンダン、ビエンナーレ展などを観に行く。 
1974年 京都、沖縄などを転々と移り住みながら、その間に全国各地を旅する
1975年 京友禅の絵付けの見習いをする。以後大阪府下に住み、職を転々。
1976年 フリーライターの荒木ゆずると結婚。長女誕生。
1986年 父武男死去。66歳。
1987年『おんな便利屋奮戦記』（海風社）でイラストレーターとして仕事を始める。仕事仲間と同人誌『クラウン』を作る。夜は居酒屋「灯屋」でアルバイト。店の友人たちと同人誌『夏休みの友』を作る。
1997年 初の単行本『赤い実のなる木』発行
1998年『幻燈』創刊号（北冬書房）でマンガ家として全国誌デビュー
2001年 ホームページ開設 
2002年 胃がん手術
2006年『嵐電』（北冬書房）刊行。食道がん手術。
2007年 ビリケンギャラリーにて初個展
2008年 読売新聞夕刊に連載された唐十郎さんの小説「朝顔男」の挿絵と題字を担当。
2010年 乳がん手術
2012年 母志津子死去。80歳。
2014年 再発乳がん手術
2019年2月7日 64歳で死去

## 作風
「エッチな時もあれば、けだるいときもあり、ナンセンスとシュールとギャグがびみょーに混ざったりしていて、つまり何でもあるのです」（幻堂主人評）
幻堂評曰く、「うらたじゅんのマンガを読むと、なんだか懐かしい気分になる、嬉しくもなってくる、ほのぼのともするし、せつなくなることもある」
つげ義春は「“うわばみのおキヨ”は傑作です」とのコメントを残した。
「皮肉だが、病気と死が作品を生んだ」と夫の荒木は記す。

## 主な作品[1]
- 1987年『おんな便利屋奮戦記』（海風社）でイラストレーターとしてデビュー。

- 1998年『幻燈』創刊号（北冬書房）

- 1998年 中学時代に影響を受けた『ガロ』（青林堂）でも作品を発表。

- 2003年『眞夏の夜の二十面相』（北冬書房）

- 2006年『嵐電』（北冬書房）

- 2015年『冬のプラネタリウム』（北冬書房）
- 2019年12月23日 『ザ・うらたじゅん 全マンガ全一冊』(第三書館)